# 現実原則
現実原則（げんじつげんそく、ドイツ語: Realitätsprinzip, フランス語: Principe de  réalité）とは、欲動の充足を延期する能力を指す精神分析学の用語である。
現実原則を尊重するということは、現実世界の制約と行為の結果を計算に入れるということである。現実原則はなによりもまず、快楽原則が支配的な幻覚や夢から抜け出し、満足のいかない現実の存在を認める能力である。

## 起源
現実原則の起源は失望に見出される。快楽原則においては、幻覚はまず最初には行為による満足と同様に満足の行くものである。幻覚は満足した経験の記憶痕跡の再備給である。この満足は再体験される。その後、再備給はあまり満足をもたらさなくなり、欲動は他の実現手段を必要とするようになる。
（補足的な）別のモデルによれば、主体が欲動のエネルギーを蓄える必要ができた時に現実原則が構築される。快楽原則から現実原則への変化は、欲動を繋ぎ止め、それを自由なエネルギーから拘束されたエネルギーへと変える。リビドーを蓄えておく必要性は注意、意識、記憶の実現から来ており、これらは高度な欲動の消費を前提とし、よって昇華の最初の形を現している。
精神病理学の全体に注意力の障害が見出される点がこの主題に関して注目される。同様に、フロイトにとっては、忘却は認識能力の問題ではなく記憶の障害に帰せられる。

## 心的な諸原則
現実原則は快楽原則を置き換えるのではなく、連続したものである。そこには常に快楽の探求があり、欲望は常に一刻も早く成功を収めようとする。さらに、現実原則は完全に明確になることはない。例えば、睡眠は毎日数時間を快楽原則に委ねる必要性として理解される。

## 現実原則と欲動
フロイトによれば、性的欲動もしくは自己保存欲動に鑑みるに、この快楽原則から現実原則への移行のモデルは区別なく適用されるものである。性的欲動はその形成において遅延に苦しみ、快楽原則に強く結び付いたままに留まるが、自己保存欲動は比較的容易に遅延に耐えることができる。

## 現実
とはいえ、精神分析における現実の位置は依然として複雑なものである。現実原則への接近はあるがままの世界の認識を意味しない。精神病者が現実を妄想によって置き換えるのであるとするなら、神経症患者は現実の断片を受け入れることが出来ず、接近を遮断されている。
表象の位置そのものが個人をその主体性の囚人であると想像することを可能としている。ジャック・ラカンは3つの分類、現実界・象徴界・想像界（RSI）の理論を発展させた。